# العلاقات الدنماركية الإسبانية
العلاقات الدنماركية الإسبانية هي العلاقات الثنائية التي تجمع بين الدنمارك وإسبانيا.

## مقارنة بين البلدين
هذه مقارنة عامة ومرجعية للدولتين:
| وجه المقارنة                                              | الدنمارك                                                     | إسبانيا                                                                             |
| --------------------------------------------------------- | ------------------------------------------------------------ | ----------------------------------------------------------------------------------- |
| المساحة (كم2)                                             | 42.92 ألف                                                    | 505.99 ألف                                                                          |
| عدد السكان (نسمة)                                         | 5.79 مليون                                                   | 46.73 مليون                                                                         |
| الكثافة السكانية (ن./كم²)                                 | 134.9                                                        | 92.35                                                                               |
| العاصمة                                                   | كوبنهاغن                                                     | مدريد                                                                               |
| اللغة الرسمية                                             | اللغة الدنماركية                                             | اللغة الإسبانية، اللغة الغاليسية، لغة بشكنشية، اللغة الكتالونية، اللغة الأوكسيتانية |
| العملة                                                    | كرونة دنماركية                                               | يورو، بيزيتا إسبانية                                                                |
| الناتج المحلي الإجمالي (بليون دولار)                      | 324.87 مليار                                                 | 1.31 تريليون                                                                        |
| الناتج المحلي الإجمالي (تعادل القوة الشرائية) بليون دولار | 278.61 مليار                                                 | 1.77 تريليون                                                                        |
| الناتج المحلي الإجمالي الاسمي للفرد دولار أمريكي          | 51.99 ألف                                                    | 28.16 ألف                                                                           |
| الناتج المحلي الإجمالي للفرد دولار أمريكي                 | 45.54 ألف                                                    | 38.00 ألف                                                                           |
| مؤشر التنمية البشرية                                      | 0.900                                                        | 0.876                                                                               |
| رمز المكالمات الدولي                                      | +45                                                          | +34                                                                                 |
| رمز الإنترنت                                              | .dk                                                          | .es                                                                                 |
| المنطقة الزمنية                                           | توقيت وسط أوروبا، ت ع م+02:00، ت ع م+01:00، أوروبا/كوبنهاجن ‏ | ت ع م+01:00، ت ع م+02:00                                                            |

## مدن متوأمة
في ما يلي قائمة باتفاقيات التوأمة بين مدن دنماركية وإسبانية:
- ترتبط كولدنغ مع أويسكار باتفاقية توأمة منذ 17 أغسطس 2000.[16][16][17][18]
- ترتبط هولستيبرو مع ألتيا باتفاقية توأمة.
- ترتبط Frederikssund [الإنجليزية]‏ مع كاتويرا باتفاقية توأمة.
- ترتبط Kolding Municipality [الإنجليزية]‏ مع أويسكار باتفاقية توأمة منذ 1979.[16][16][17][18]

## منظمات دولية مشتركة
يشترك البلدان في عضوية مجموعة من المنظمات الدولية، منها:
| علم المنظمة | اسم المنظمة                               | تاريخ انضمام الدنمارك | تاريخ انضمام إسبانيا |
| ----------- | ----------------------------------------- | --------------------- | -------------------- |
|             | وكالة الفضاء الأوروبية                    | ?                     | ?                    |
|             | بنك التنمية الآسيوي                       | 1966                  | 1986                 |
|             | الاتحاد الأوروبي                          | 1973                  | 1986                 |
|             | وكالة ضمان الاستثمار متعدد الأطراف        | 12 أبريل 1988         | 29 أبريل 1988        |
|             | منظمة التعاون الاقتصادي والتنمية          | ?                     | ?                    |
|             | الأمم المتحدة                             | 24 أكتوبر 1945        | 14 ديسمبر 1955       |
|             | الفريق المعني برصد الأرض                  | ?                     | ?                    |
|             | مركز تنسيق الحركة في أوروبا ‏              | ?                     | ?                    |
|             | منظمة حظر الأسلحة الكيميائية              | ?                     | ?                    |
|             | منظمة التجارة العالمية                    | 1995                  | ?                    |
|             | منظمة الشرطة الجنائية الدولية             | ?                     | ?                    |
|             | البنك الإفريقي للتنمية                    | ?                     | ?                    |
|             | منظمة الأمن والتعاون في أوروبا            | 25 يونيو 1973         | 25 يونيو 1973        |
|             | مؤسسة التنمية الدولية                     | 30 نوفمبر 1960        | 18 أكتوبر 1960       |
|             | حلف شمال الأطلسي                          | 4 أبريل 1949          | 30 مايو 1982         |
|             | نظام تحكم تكنولوجيا القذائف               | 1990                  | 1990                 |
|             | يونسكو                                    | 4 نوفمبر 1946         | 30 يناير 1953        |
|             | مجلس أوروبا                               | ?                     | ?                    |
|             | الاتحاد البريدي العالمي                   | ?                     | ?                    |
|             | البنك الدولي للإنشاء والتعمير             | 30 نوفمبر 1960        | 15 سبتمبر 1958       |
|             | اتفاقية السماوات المفتوحة                 | ?                     | ?                    |
|             | المرصد الأوروبي الجنوبي                   | 1967                  | 2006                 |
|             | الاتحاد الدولي للاتصالات                  | 1866                  | 1866                 |
|             | مؤسسة التمويل الدولية                     | 20 يوليو 1956         | 24 مارس 1960         |
|             | المنظمة الأوروبية لسلامة الملاحة الجوية   | 1994                  | 1997                 |
|             | المركز الدولي لتسوية المنازعات الاستشارية | 24 مايو 1968          | 17 سبتمبر 1994       |
|             | مجموعة أستراليا                           | 1985                  | 1985                 |
|             | مجموعة الموردين النوويين                  | ?                     | ?                    |

## أعلام
هذه قائمة لبعض الشخصيات التي تربطها علاقات بالبلدين:
- أير ديون (21 يناير 1985 – )
- الملكة صوفيا (2 نوفمبر 1938 – )
- توماس كرستيانسين (11 مارس 1973[27] – )
- سباستيان هيريرا (لاعب كرة قدم دنماركي، 22 أبريل 1969[28] – )
- كريستوفر الأول ملك الدنمارك (1219[29] – 29 مايو 1259)
- كريستينا أولدنبورغ (نوفمبر 1521 – 10 ديسمبر 1590)
- كينيث بيريز (لاعب كرة قدم دنماركي، 29 أغسطس 1974[30] – )

## وصلات خارجية
- موقع وزارة الخارجية الدنماركية
- موقع وزارة الخارجية الإسبانية